# US-amerikanische Leichtathletik-Meisterschaften 2017
Die US-amerikanischen Leichtathletik-Meisterschaften 2017 fanden vom 22. bis 25. Juni 2017 im Hornet Stadium in Sacramento, Kalifornien statt. Organisiert wurden sie vom Leichtathletikverband USA Track & Field.

## Qualifikation für die Weltmeisterschaften
Die Titelkämpfe dienten auch der Qualifikation für das US-amerikanische Team bei den Leichtathletik-Weltmeisterschaften 2017 in London. Hierfür mussten ein Athlet die Qualifikationsnorm bis zum 25. Juni erfüllen und bei drei zu vergebenen WM-Plätzen im Endklassement der jeweiligen Disziplin zu den drei besten Sportlern mit erfüllter Qualifikationsnorm gehören. Die Titelverteidiger der letzten Weltmeisterschaften und die Sieger der Diamond League 2016 bekamen vom Weltleichtathletikverband IAAF ein automatisches Startrecht.

## Ausgelagerter Wettbewerb
Der ebenfalls für die WM-Qualifikation relevante Meisterschaftswettbewerb im 50-km-Straßengehen fand am 28. Januar in Santee, Kalifornien statt.

## Ergebnisse
Qualifikationsnorm für die Weltmeisterschaften wurde nicht erfüllt
   Qualifikationsnorm für die Weltmeisterschaften wurde nicht erfüllt, durften aber dennoch teilnehmen

### Männer
| Disziplin        | Gold             | Gold            | Silber                    | Silber       | Bronze               | Bronze       |
| ---------------- | ---------------- | --------------- | ------------------------- | ------------ | -------------------- | ------------ |
| 100 m            | Justin Gatlin    | 9,95 s          | Christian Coleman         | 9,98 s       | Christopher Belcher  | 10,06 s      |
| 200 m            | Ameer Webb       | 20,09 s         | Christian Coleman         | 20,10 s      | Elijah Hall-Thompson | 20,21 s      |
| 400 m            | Fred Kerley      | 44,03 s         | Gil Roberts               | 44,22 s      | Wil London III       | 44,47 s      |
| 800 m            | Donavan Brazier  | 1:44,14 min     | Isaiah Harris             | 1:44,53 min  | Drew Windle          | 1:44,95 min  |
| 1500 m           | Robby Andrews    | 3:43,29 min     | Matthew Centrowitz        | 3:43,41 min  | John Gregorek        | 3:43,99 min  |
| 5000 m           | Paul Chelimo     | 13:08,62 min CR | Eric Jenkins              | 13:15,74 min | Ryan Hill            | 13:16,99 min |
| 10.000 m         | Hassan Mead      | 29:01,44 min    | Shadrack Kipchirchir      | 29:01,68 min | Leonard Korir        | 29:02,64 min |
| 110 m Hürden     | Aleec Harris     | 13,24 s         | Aries Merritt             | 13,31 s      | Devon Allen          | 13,34 s      |
| 400 m Hürden     | Eric Futch       | 48,18 s         | Michael Stigler           | 48,26 s      | T.J. Holmes          | 48,44 s      |
| 3000 m Hindernis | Evan Jager       | 8:16,88 min     | Stanley Kebenei           | 8:18,54 min  | Hillary Bor          | 8:18,83 min  |
| 20.000 m Gehen   | Emmanuel Corvera | 1:26:43,04 h    | Nick Christie             | 1:26:49,17 h | John Nunn            | 1:27:06,82 h |
| 50 km Gehen      | John Nunn        | 4:18:59 h       | Michael Giuseppe Mannozzi | 4:26:46 h    | Matthew Forgues      | 4:31:40 h    |
| Hochsprung m1    | Bryan McBride    | 2,30 m          | Ricky Robertson           | 2,30 m       | Erik Kynard          | 2,27 m       |
| Stabhochsprung   | Sam Kendricks    | 6,00 m          | Andrew Irwin              | 5,75 m       | Christopher Nilsen   | 5,75 m       |
| Weitsprung m2    | Jarrion Lawson   | 8,49 m          | Marquis Dendy             | 8,39 m       | Damarcus Simpson     | 8,36 m       |
| Dreisprung       | Will Claye       | 17,91 m         | Chris Benard              | 17,48 m      | Donald Scott         | 17,25 m      |
| Kugelstoßen m3   | Ryan Crouser     | 22,65 m CR      | Joe Kovacs                | 22,35 m      | Ryan Whiting         | 21,54 m      |
| Diskuswurf       | Mason Finley     | 63,03 m         | Andrew Evans              | 62,57 m      | Rodney Brown         | 60,87 m      |
| Hammerwurf m4    | Alex Young       | 73,75 m         | Johnnie Jackson           | 71,69 m      | Sean Donnelly        | 70,30 m      |
| Speerwurf        | Riley Dolezal    | 81,77 m         | Cyrus Hostetler           | 79,71 m      | Michael Shuey        | 77,94 m      |
| Zehnkampf        | Trey Hardee      | 8225 Punkte     | Zach Ziemek               | 8155 Punkte  | Devon Williams       | 8131 Punkte  |

### Frauen
| Disziplin        | Gold                | Gold         | Silber              | Silber       | Bronze                     | Bronze       |
| ---------------- | ------------------- | ------------ | ------------------- | ------------ | -------------------------- | ------------ |
| 100 m            | Tori Bowie          | 10,94 s      | Deajah Stevens      | 11,08 s      | Ariana Washington          | 11,10 s      |
| 200 m            | Deajah Stevens      | 22,30 s      | Kimberlyn Duncan    | 22,59 s      | Tori Bowie                 | 22,60 s      |
| 400 m            | Quanera Hayes       | 49,72 s      | Phyllis Francis     | 49,96 s      | Kendall Ellis              | 50,00 s      |
| 800 m            | Ajeé Wilson         | 1:57,78 min  | Charlene Lipsey     | 1:58,01 min  | Brenda Martinez            | 1:58,46 min  |
| 1500 m           | Jenny Simpson       | 4:06,33 min  | Kate Grace          | 4:06,95 min  | Sara Vaughn                | 4:07,85 min  |
| 5000 m           | Shelby Houlihan     | 15:13,87 min | Shannon Rowbury     | 15:14,08 min | Molly Huddle               | 15:15,29 min |
| 10.000 m         | Molly Huddle        | 31:19,86 min | Emily Infeld        | 31:22,67 min | Emily Sisson               | 31:25,64 min |
| 100 m Hürden f1  | Kendra Harrison     | 12,60 s      | Nia Ali             | 12,68 s      | Christina Manning          | 12,70 s      |
| 400 m Hürden     | Dalilah Muhammad    | 52,64 s CR   | Shamier Little      | 52,75 s      | Kori Carter                | 52,95 s      |
| 3000 m Hindernis | Emma Coburn         | 9:20,28 min  | Courtney Frerichs   | 9:22,23 min  | Colleen Quigley            | 9:25,40 min  |
| 20.000 m Gehen   | Maria Michta-Coffey | 1:33:19,61 h | Miranda Melville    | 1:36:59,09 h | Robyn Stevens              | 1:38:34,54 h |
| 50 km Gehen      | Katie Burnett       | 4:26:36 h    | Erin Taylor-Talcott | 4:29:34 h    | Susan Randall              | 4:54:12 h    |
| Hochsprung       | Vashti Cunningham   | 1,99 m       | Liz Patterson       | 1,91 m       | Inika McPherson            | 1,91 m       |
| Stabhochsprung   | Sandi Morris        | 4,80 m       | Jenn Suhr           | 4,65 m       | Emily Grove Morgann LeLeux | 4,55 m       |
| Weitsprung f2    | Tianna Bartoletta   | 7,05 m       | Brittney Reese      | 6,98 m       | Sha'Keela Saunders         | 6,92 m       |
| Dreisprung       | Keturah Orji        | 14,26 m      | Tori Franklin       | 13,80 m      | Andrea Geubelle            | 13,62 m      |
| Kugelstoßen      | Raven Saunders      | 19,76 m      | Dani Bunch          | 19,64 m SB   | Michelle Carter            | 19,34 m      |
| Diskuswurf       | Gia Lewis-Smallwood | 62,65 m      | Whitney Ashley      | 62,20 m      | Valarie Allman             | 57,93 m      |
| Hammerwurf       | Gwen Berry          | 74,77 m      | Magdalyn Ewen       | 74,56 m      | DeAnna Price               | 74,06 m      |
| Speerwurf f3     | Kara Winger         | 62,80 m      | Ariana Ince         | 58,32 m      | Rebekah Wales              | 55,28 m      |
| Siebenkampf      | Kendell Williams    | 6564 Punkte  | Erica Bougard       | 6557 Punkte  | Sharon Day-Monroe          | 6421 Punkte  |